# Литванија на Светском првенству у атлетици у дворани 2016.
Литванија је учествовала на Светском првенству у атлетици у дворани 2016. одржаном у Портланду од 17. до 20. марта. У свом тринаестом учешћу на Светским првенствима у дворани до данас, репрезентацију Литваније представљале је једна атлетичарка која се такмичила у скоку увис.,
На овом првенству Литванија није освојила ниједну медаљу. У табели успешности према броју и пласману такмичара који су учествовали у финалним такмичењима (првих 8 такмичара) Литванија је са 1 учесником и 5 бодова, делила 33. место.
| Плас. | Земља     | 1. место | 2. место | 3. место | 4. место | 5. место | 6. место | 7. место | 8. место | Бр. финал. | Бод. |
| ----- | --------- | -------- | -------- | -------- | -------- | -------- | -------- | -------- | -------- | ---------- | ---- |
| =33.  | Литванија | 0        | 0        | 0        | 1        | 0        | 0        | 0        | 0        | 1          | 5    |

## Учесници
Жене:
- Ајрине Палшуте — Скок увис

## Резултати

### Жене
| Атлетичарка    | Дисциплина | Лични рекорд | Квалификације | Квалификације | Финале   | Финале      | Детаљи |
| Атлетичарка    | Дисциплина | Лични рекорд | Резултат      | Место         | Резултат | Место       | Детаљи |
| -------------- | ---------- | ------------ | ------------- | ------------- | -------- | ----------- | ------ |
| Ајрине Палшуте | Скок увис  | 1,98 НР      |               |               | 1,96     | 4 / 11 (12) |        |